# Färgeffekter inom vävning
Färgeffekt är en teknik inom vävning där färgerna i en enkel bindning skapar mönstret, i motsats till då bindningen gör det. Vissa färgeffektsmönster har särskilda namn, såsom hundtand.